# バリー・タックウェル

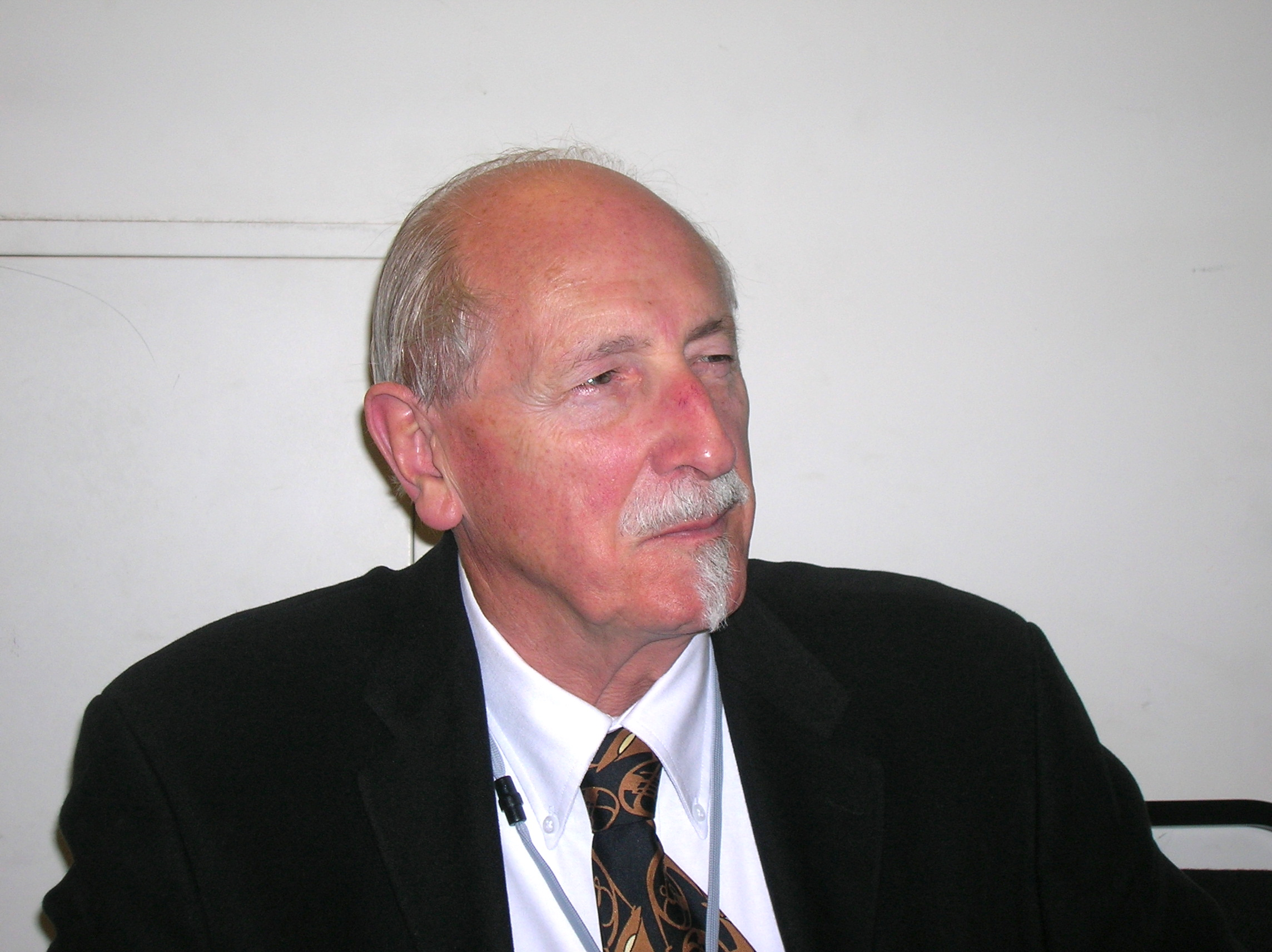
バリー・タックウェル（2007年）

バリー・タックウェル（Barry Tuckwell、OBE、1931年3月5日 - 2020年1月16日）は、オーストラリア出身のホルン奏者、指揮者。

## 経歴
幼い頃からピアノとヴァイオリンを学んだが、やがてホルンに転じ、シドニー音楽院でアラン・マンに師事した。
1950年にはイギリスに行き、名ホルン奏者のデニス・ブレインと出会い大きな影響を受けた。ハレ管弦楽団やスコティッシュ・ナショナル管弦楽団のホルン奏者を経て、1955年から1968年まではロンドン交響楽団の首席奏者を務め、その後、ホルンのソリストおよび指揮者として活動し、1980年から1983年までタスマニア交響楽団の首席指揮者を務めた。録音はEMI、デッカなどから出ている。
1960年代の中頃に金属アレルギーを発症し、通常の金属製マウスピースでは唇がかぶれるようになったため、それ以降はプラスティック製のマウスピースを使用していた。
2020年1月16日、心臓病に起因する合併症のため88歳でメルボルンにて亡くなった。